# Capitol (Köln)
Capitol war ein Kino in Köln, das in der Neustadt-Nord am Hohenzollernring lag.

## Entstehung und erste Jahre
An der Stelle des Hohenzollernring 79–81 stand zwischen 1901 und 1928 das Kammerspielhaus Deutsches Theater, das im Sommer 1928 niedergelegt wurde. Jacob Koerfer erhielt den Auftrag, hier ein modernes Lichtspieltheater zu errichten. Er verlegte den Haupteingang des ehemaligen Kammerspielhauses von der Bismarckstraße 7 an den belebteren Hohenzollernring. Hier baute er einen charakteristischen Kinoeingang, dessen Glas- und Lichtarchitektur besonders zur Kinohauptgeschäftszeit abends im Straßenbild auf sich aufmerksam machte.
Die Eröffnung des Capitol fand im Februar 1929 in einem Wohn- und Geschäftshaus mit dem Stummfilm Die Büchse der Pandora statt. Vor Eröffnung gab die Kölnische Zeitung die Sitzkapazität mit 2035 Sitzen an. Die Kinobauten waren so konstruiert, dass die Zuschauer nach Filmende zu den Ausgängen an der nahegelegenen Bismarckstraße geleitet wurden, so dass sie den Besuchern des nächsten Films nicht begegneten. Das Capitol verfügte über einen Orchestergraben, in dem ein kinoeigenes Filmmusik-Orchester Platz fand. Das Orchester spielte jedoch bereits im März 1930 das letzte Mal. Der erste Tonfilm Dreyfus unter dem neuen Betreiber Phöbus-Emelka kam im Oktober 1930 auf die Leinwand. Während der Nazizeit lief – zeitgleich mit den Novemberpogromen – seit November 1938 der antisemitische Film Juden ohne Maske. 1939 stieg als neuer Betreiber die UFA ein.

## Nach dem Zweiten Weltkrieg
Nach seiner Zerstörung im Zweiten Weltkrieg wurde das Haus 1954 nach Plänen des Architekten Hans Land neu gebaut, so dass das Kino am 28. September 1954 mit dem Film Der Zigeunerbaron wiedereröffnen konnte. Damaliger Betreiber war Hans Herbert Blatzheim, der direkt neben dem Kino die Palermo-Milchbar eröffnete. Blatzheim, mit der Mutter von Romy Schneider verheiratet, konnte die rege Nachfrage nach Kinokarten für Sissi mit Romy Schneider beobachten, der hier im Dezember 1955 anlief. Das Capitol verfügte nunmehr über einen 32 Meter langen und 20 Meter breiten Zuschauerraum, der nur noch 1144 Zuschauer fasste.
1990 sank die Zuschauerkapazität weiter auf 700 Plätze. Als Folge des Besucherschwunds durch die Eröffnung des Multiplex-Kinos Cinedom stieg 1992 nach mehreren Betreiberwechseln die UFA-Tochtergesellschaft Olympia-Filmtheater ein. Nachdem sich die Zuschauerzahlen weiter verschlechterten, musste das Kino am 29. September 1995 schließen.

## Nachnutzung als Fernsehstudio und Abriss
Ab Dezember 1995 nutzte Sat.1 das ehemalige Kino nach einem Komplettumbau für die Aufzeichnung der Late-Night-Show Die Harald Schmidt Show. Im August 1998 entschied sich die Produktion für einen Studiowechsel in die Schanzenstraße in Köln-Mülheim. Die Vakanz war erneut sehr kurz, denn ab Mitte des Monats wurde hier von Sat.1 Die Wochenshow aufgezeichnet, die bis Dezember 2000 blieb. Es folgte ab Januar 2001 TV total von ProSieben, das die Räumlichkeiten bis Dezember 2002 nutzte.
Danach konnte für das Capitol keine neue Verwendung mehr gefunden werden, es wurde im Dezember 2005 geschlossen. Im Juli 2011 erwarb das Gebäude ein Family-Office, welches das Gebäude zu Einzelhandels- und Büroflächen umfunktionierte. 2018 wurde das Capitol abgerissen und die Fläche mit dem Carré Belge neu bebaut.